# Dmitri Yarmolenko
Dmitri Yarmolenko es un deportista ucraniano que compitió en vela en la clase Soling. Ganó una medalla de oro en el Campeonato Europeo de Soling de 2013.

## Palmarés internacional
| Campeonato Europeo | Campeonato Europeo   | Campeonato Europeo | Campeonato Europeo |
| Año                | Lugar                | Medalla            | Clase              |
| ------------------ | -------------------- | ------------------ | ------------------ |
| 2013               | Castiglione (Italia) | Medalla de oro     | Soling             |